# ان فات الفوت (مسلسل)
ان فات الفوت
مسلسل درامي، كويتي من إخراج يوسف حموده ومن تأليف طارق عثمان.

## ملخص القصة
في إطار درامي، تنشأ مريم في أجواء أسرية مضطربة حيث أن والدها جاسم يعامل والدتها طيبة بطريقة لا إنسانية، وهي الوحيدة من بين أخواتها التي تتصدى لأبيها، وتكبر وهي تحمل كرها لكل الرجال، وبعد سنوات يموت الأب والأم، وتكتشف أن والدها كان متزوجا من أخرى، وتتشابك الأحداث.

## فريق العمل

### بطولة
| - هدى حسين: مريم - غانم الصالح: جاسم - عبد الرحمن العقل: جمال - مريم الصالح - أحمد السلمان: طارق | - زهرة عرفات: منى - عبير الجندي: حصة - عبد الله الباروني - محمد الشطي: عصام - نسرين أحمد: سماح | - عبد الله غلوم: غريب - بدر البلوشي: راشد - حوريه عرفات - فاتن الدالي - مبارك سلطان | - رجاء عبد الله - أحمد الفرج: سلطان - ناصح الفضلي - عادل الزاهد - عبد الإمام عبد الله |

### إداريون
| - طارق عثمان: مؤلف - يوسف حموده: مخرج - سمير العزبي: مخرج منفذ - محسن عبد الله: مدير التصوير | - عمار البني: مكساج - تلفزيون دولة الكويت: منتج - طارق الشمري: إدارة الإنتاج - شركة النظائر: منتج منفذ وموزع | - عزة منصور: مكياج وكوافير - فاطمة القامس: مكياج وكوافير - عمار البني: موسيقى المقدمة والنهاية والموسيقى التصويرية |